# Kenneth Ruud
Kenneth Ruud (Fredrikstad, 16 de setembro de 1969) é um químico norueguês.
É professor de química da Universidade de Tromsø. É autor ou coautor de mais de 150 artigos científicos, diretor do Centre for Theoretical and Computational Chemistry em Tromsø. Em 2008 recebeu a Medalha Dirac da World Association of Theoretical and Computational Chemists.
Em 2012 foi eleito fellow da Academia Norueguesa de Literatura e Ciências.
Desde abril de 2010 é presidente da Norwegian Chemical Society.
Em fevereiro de 2013 foi eleito pro-reitor para pesquisa da Universidade de Tromsø.